# Orangeville (Ohio)
Orangeville – wieś w Stanach Zjednoczonych, w stanie Ohio, w hrabstwie Trumbul. Według danych z 2000 roku wieś miała 189 mieszkańców.